# Tragedia w Marsdon Manor
Tragedia w Marsdon Manor (ang. The Tragedy at Marsdon Manor) – jedna z przygód Herkulesa Poirota, autorstwa Agathy Christie.
Jonathan Maltravers, który cierpiał z powodu wrzodów, dzięki pomocy swojej młodej żony wraca do zdrowia. Wkrótce jednak umiera, a jego ciało zostaje znalezione pod dębem. Susan Maltravers odpowiedzialnością za śmierć męża oskarża ducha, który nawiedził drzewo. Herkules Poirot i jego przyjaciel, Arthur Hastings przybywają do Marsdon Manor na prośbę Samuela Naughtona. Jednak detektyw nie wierzy w wyjaśnienia wdowy.
Występują:
- Jonathan Maltravers,
- Susan Maltravers – młoda żona ofiary;
- Miss Rawlinson – wierna sekretarka ofiary;
- Samuel Naughton – właściciel hotelu;
- Kapitan Black – powrócił z Kenii;
- Doktor Bernard – prywatny lekarz ofiary.